# مايك بورغس
مايك بورغس (بالإنجليزية: Mike Burgess)‏ (17 أبريل 1932 في كندا - يونيو 2021) هو لاعب كرة قدم بريطاني في مركز الدفاع. لعب مع نادي بورنموث ونادي غيلينغهام ونادي ليتون أورينت ونيوبورت كونتي ونادي هاليفاكس تاون ونادي ألدرشوت وكانتربري سيتي ‏ ونادي برادفورد بارك أفنيو.